# Dipeptidilna peptidaza III
Dipeptidilna peptidaza III (EC 3.4.14.4, dipeptidil aminopeptidaza III, dipeptidil arilamidaza III, enkefalinaza B, angiotenzinaza crvenih ćelija) je enzim. Ovaj enzim katalizuje sledeću hemijsku reakciju
Odvajanje N-terminalnog dipeptida sa peptida koji sadrži četiri ili više ostataka, sa širokom specifičnošću. Takođe deluje na dipeptidil 2-naftilamide.
Ova citozolna peptidaza je aktivna pri neutralnom pH.

## Spoljašnje veze
- Dipeptidyl-peptidase+III на 